# Parafia Matki Bożej Fatimskiej w Nisku
Parafia pw. Matki Bożej Fatimskiej w Nisku – parafia rzymskokatolicka znajdująca się w diecezji sandomierskiej w dekanacie Nisko. Została utworzona 15 marca 2004 z terenu parafii św. Józefa w Nisku.

## Zasięg parafii
Do parafii należą wierni mieszkający w Nisku (ulice: Cicha, Daszyńskiego (parzyste: 86-102), Dębniki, Leśna, Mała, Modrzewiowa, Osiedle, Sandomierska (parzyste: 18-86, nieparzyste: 47-197), Sandomierska Boczna, Sosnowa, Spacerowa, Szklarniowa, Tysiąclecia (parzyste: 14-24, nieparzyste: 15-43), Wańkowicza, Wesoła, Willowa, Wojska Polskiego i Zamknięta).

## Msze święte
Niedziele i Uroczystości: 7:00, 8:30, 9:00 (Moskale), 10:00, 11:30, 19:00

Święta państwowo zniesione: 7:00, 16:00, 17:00 (Moskale), 18:00

Dni powszednie: 6:30, 18:00